# 有田知徳
有田 知德（ありた ともよし、1948年2月1日 - ）は、日本の検察官、弁護士。最高検察庁公安部長を経て、高松高等検察庁検事長、仙台高等検察庁検事長、福岡高等検察庁検事長を歴任した。瑞宝重光章受章。

## 来歴・人物
兵庫県出身。1970年中央大学法学部卒業。1971年旧司法試験合格。1974年神戸地方検察庁検事。東京地方検察庁特別捜査部副部長や、東京地方検察庁刑事部長を経て、1996年名古屋地方検察庁特別捜査部長。2001年秋田地方検察庁検事正。
2002年最高検察庁検事。2004年名古屋地方検察庁検事正。2005年最高検察庁公安部長。2007年高松高等検察庁検事長。2008年仙台高等検察庁検事長。2009年福岡高等検察庁検事長。
2010年第一東京弁護士会弁護士登録、シティユーワ法律事務所入所、ゆうちょ銀行取締役。2011年オリンパス第三者委員会委員、WDBホールディングス監査役。2014年リソー教育取締役。2015年ブラザー工業監査役。2016年福山通運取締役。2018年日本レスリング協会倫理委員会委員、WDBホールディングス取締役、瑞宝重光章受章。2019年長谷川香料監査役。